# Barikád (torlasz)

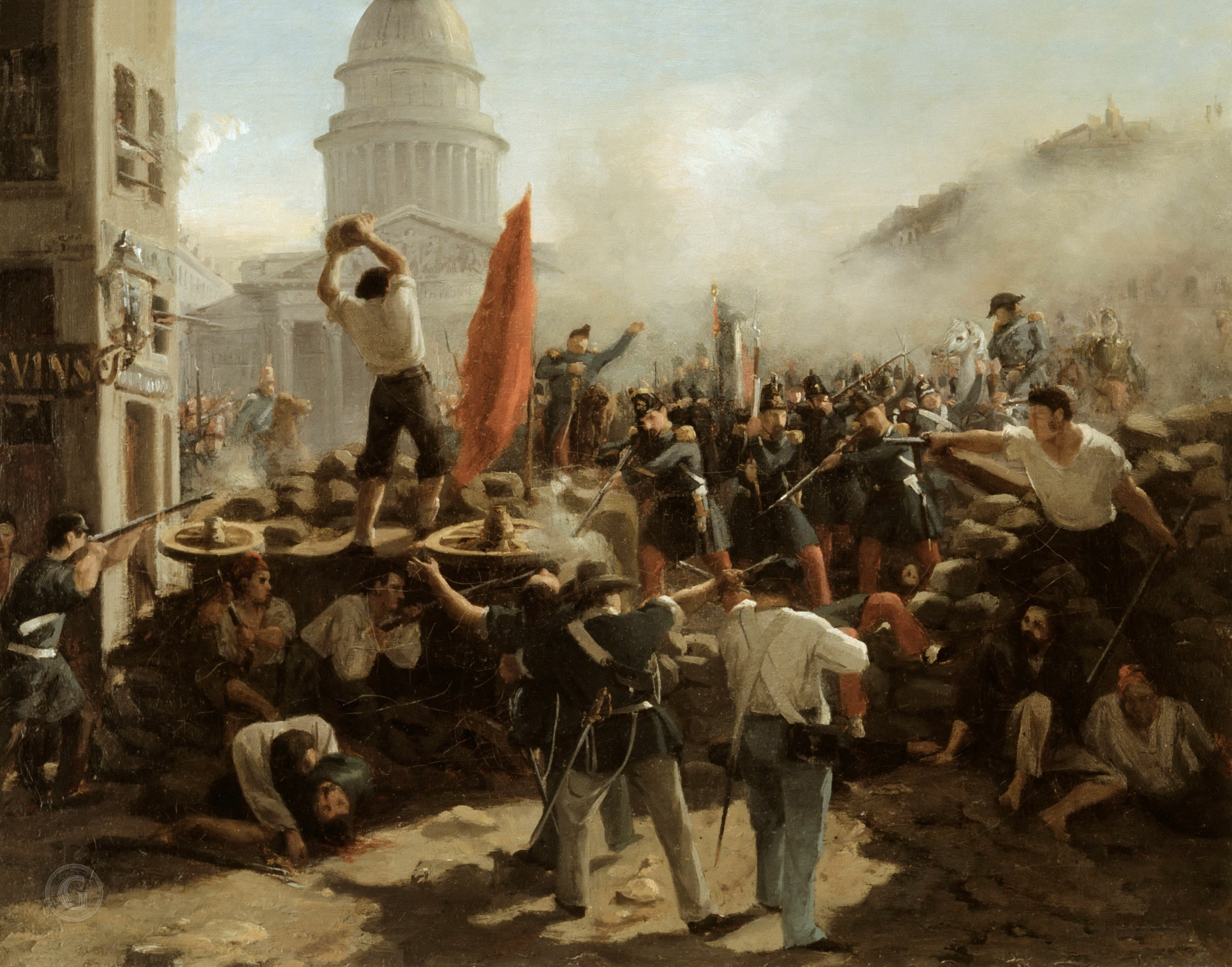
Barikád Párizsban, 1848-ban

A barikád harcok idején emelt, az ellenséges egységek mozgását nehezítő, és a védekezést megkönnyítő mesterséges torlasz. Sok anyagot fel lehet használni építéséhez, így például köveket, járműveket, homokzsákokat, bútorokat, a környéken fellelhető egyéb anyagokat. A barikádnak elsősorban kézifegyverrel megvívott közelharcok idején volt nagy a jelentősége, különösen olyan polgárháborúkban, forradalmakban, amikor a reguláris és rendőri egységekkel a gyengén felfegyverzett népi egységek ütköztek meg. A modern tűzfegyverek és nehézfegyverzet létrejöttével a barikádok jelentősége némileg csökkent, ám a 20. század sok városi harcában alkalmazták őket, mint például a varsói felkelés vagy az 1956-os forradalom.

## Galéria

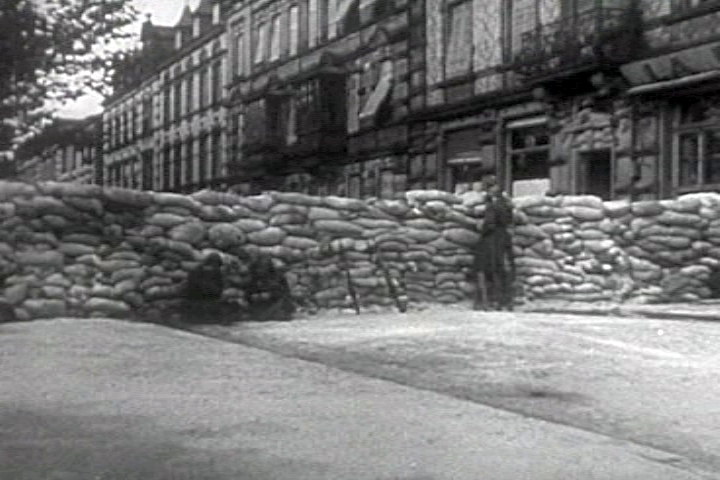
Homokzsákokból épített barikád Párizsban, 1940-ben
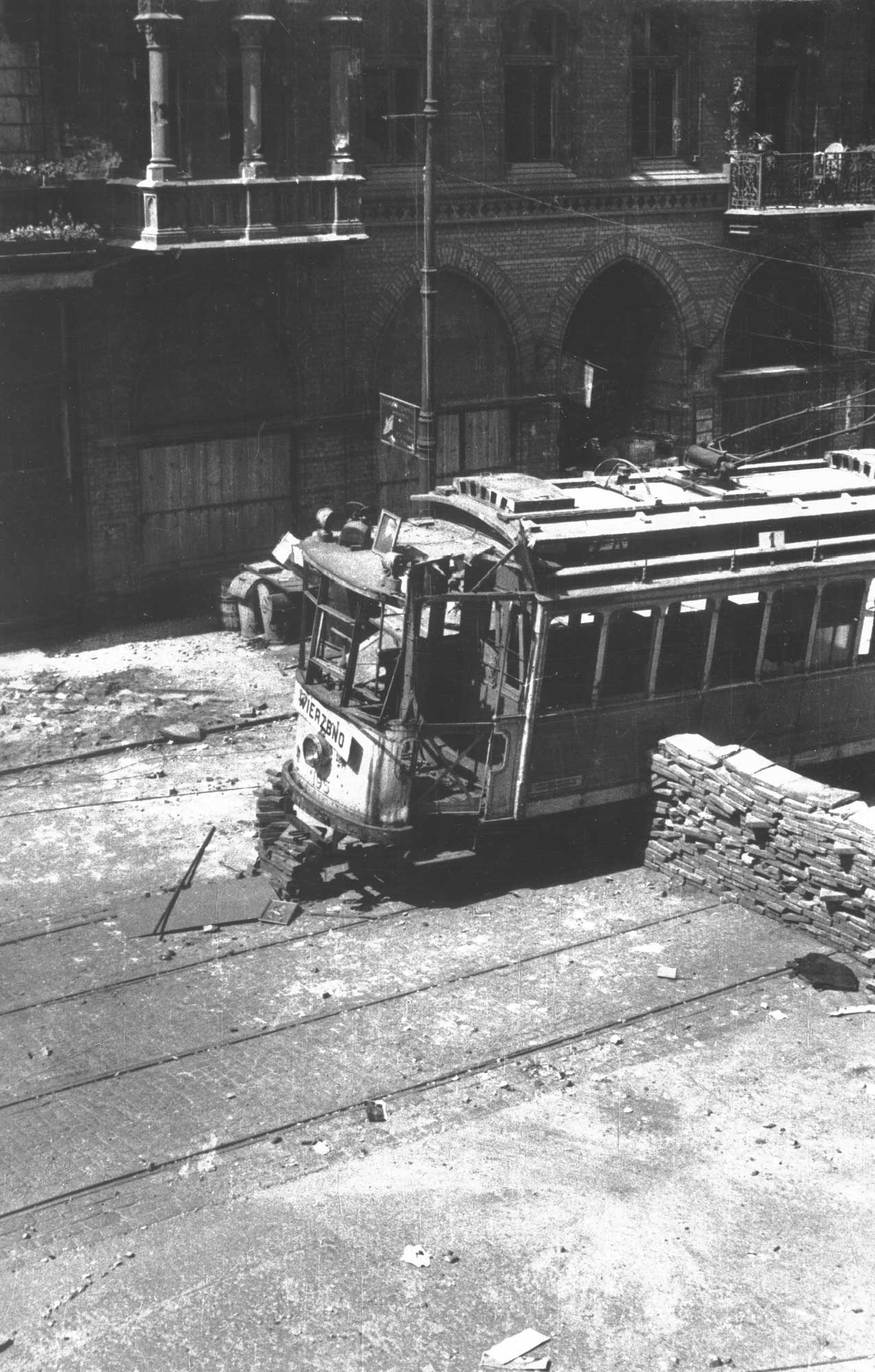
A varsói felkelés egyik barikádja, amelyhez egy villamost is felhasználtak
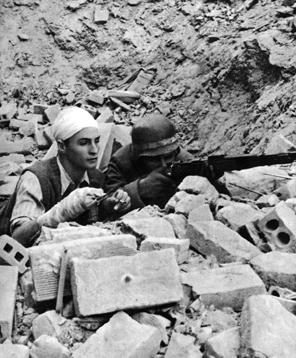
Lengyel felkelők tüzelnek a harcok törmelékéből emelt fedezék mögül
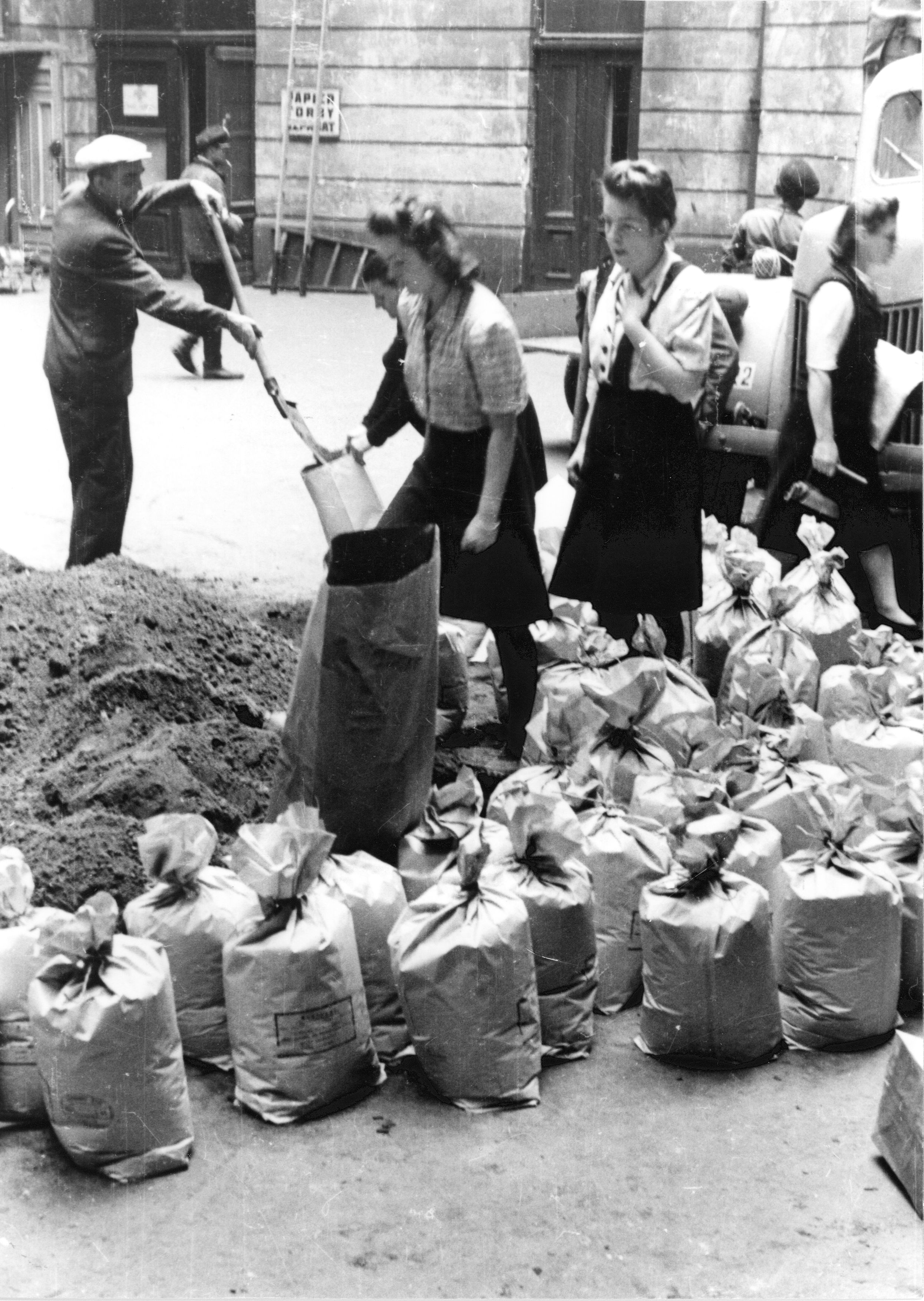
Homokzsákokat töltenek meg a barikádokhoz a varsói felkelés idején
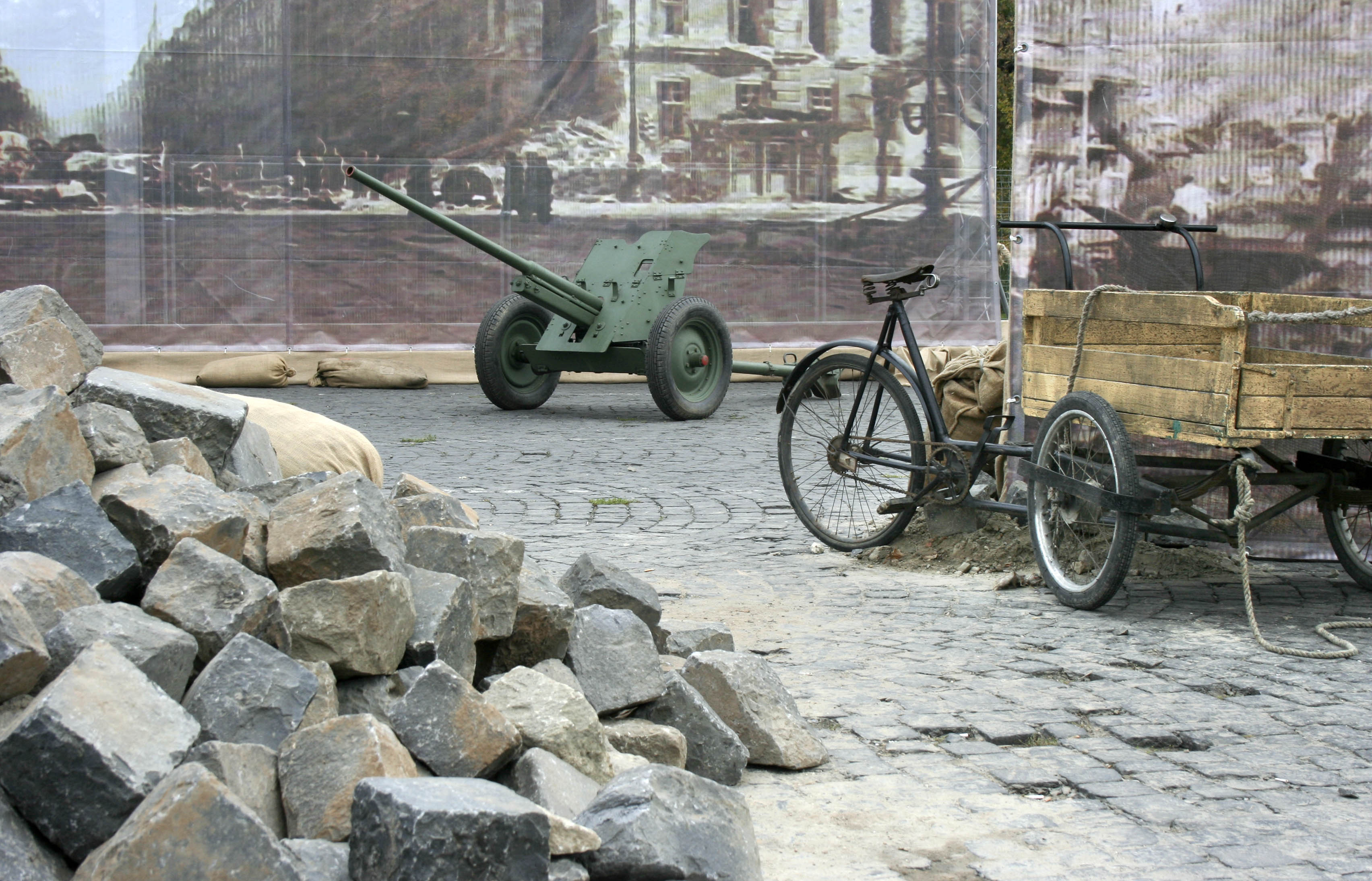
Az 1956-os forradalom utcakőből emelt barikádjának rekonstrukciója
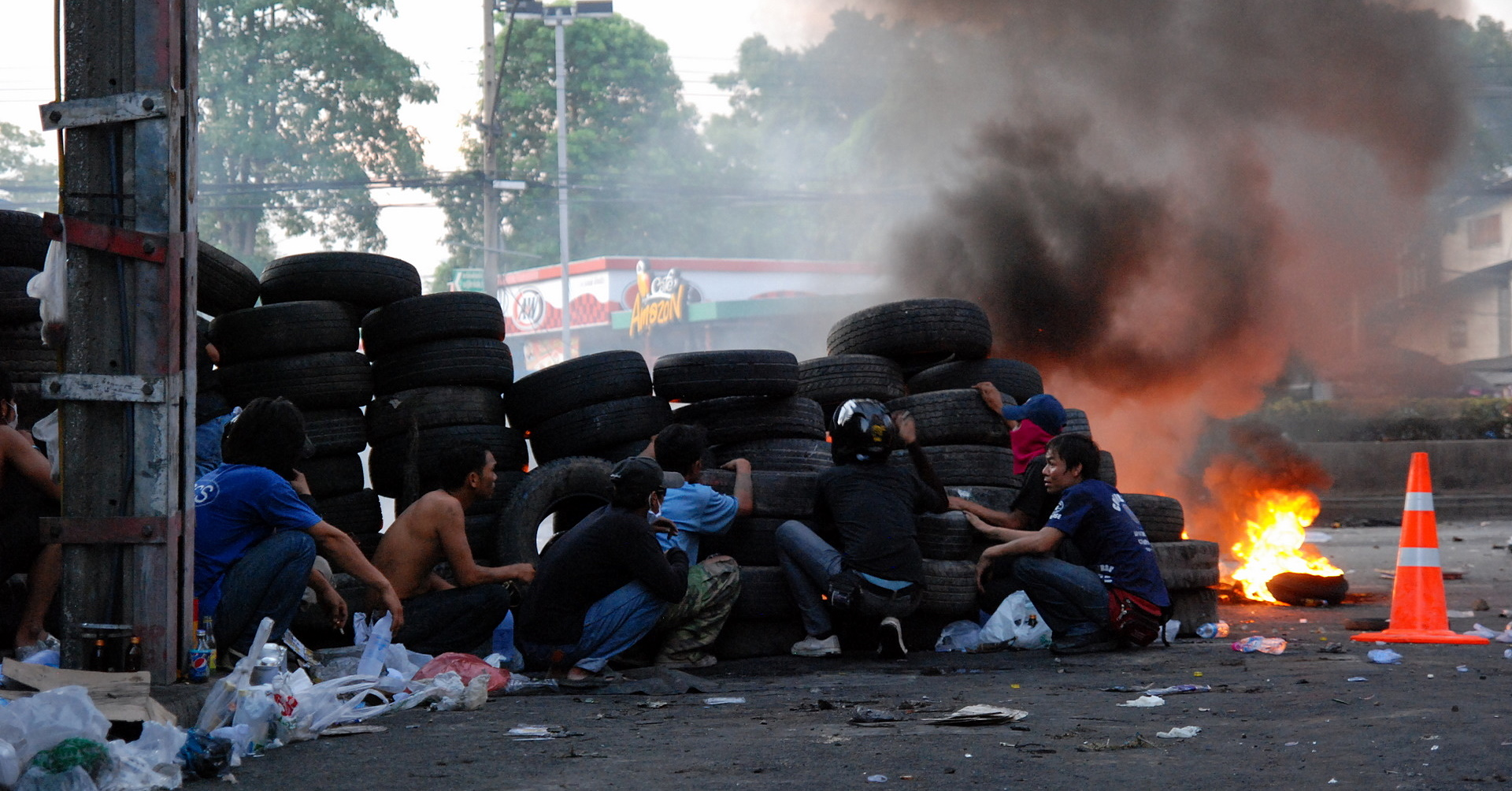
Gumikerekekből emelt barikád a 2010-es bangkoki zavargások idején